# Эдишерашвили, Таймураз Викторович
Таймураз Викторович Эдишерашвили (26 сентября 1973, Балашов, Саратовская область, РСФСР, СССР) — российский борец греко-римского стиля, участник Олимпийских игр в Атланте.

## Карьера
В августе 1993 года в венгерском Секешфехерваре стал бронзовым призёром чемпионата мира среди молодёжи. В ноябре 1995 на Кубке мира в немецком Шифферштадте стал победителем в индивидуальном зачёте и серебряным в команде. В июле 1996 года стало известно, что Эдишерашвили примет участие на Олимпийских игр в Атланте. На Олимпиаде в схватке за 3 место уступил шведу Микаэлю Юнгбергу. В ноябре 1996 в Колорадо-Спрингс стал обладателем Кубке мира в личном зачёте и серебряным в команде. В феврале 1998 года на чемпионате России в Ростове-на-Дону стал бронзовым призёром.

## Спортивные результаты
- Чемпионат Европы по греко-римской борьбе среди молодёжи 1992 — ;
- Чемпионат мира по греко-римской борьбе среди молодёжи 1993 — ;
- Чемпионат Европы по борьбе 1995 — 4;
- Кубок мира по греко-римской борьбе 1995 — ;
- Кубок мира по греко-римской борьбе 1995 (команда) — ;
- Vantaa Painicup 1995 — ;
- Олимпиада 1996 — 4;
- Кубок мира по греко-римской борьбе 1996 — ;
- Кубок мира по греко-римской борьбе 1996 (команда) — ;
- Чемпионат Европы по борьбе 1997 — 7;
- Чемпионат России по греко-римской борьбе 1998 — ;
- Чемпионат Европы по борьбе 1998 — 4

## Личная жизнь
В 1996 году окончил Воронежский государственный институт физической культуры.